# Маргарита Цешинская
Маргарита Цешинская (ок.1370 — 27 июня 1413/1416) — княжна Цешина, дочка князя Пшемыслава I Носака, которая провела большую часть своей жизни в Англии. В 1381 году выехала в Англию в сопровождении Анны Чешской в Англию, где в 1386 году вышла замуж за Саймона Фелбриггского (ум. в 1442). В браке с ним у неё родилось три дочери: Елизавета, Алёна, Анна.

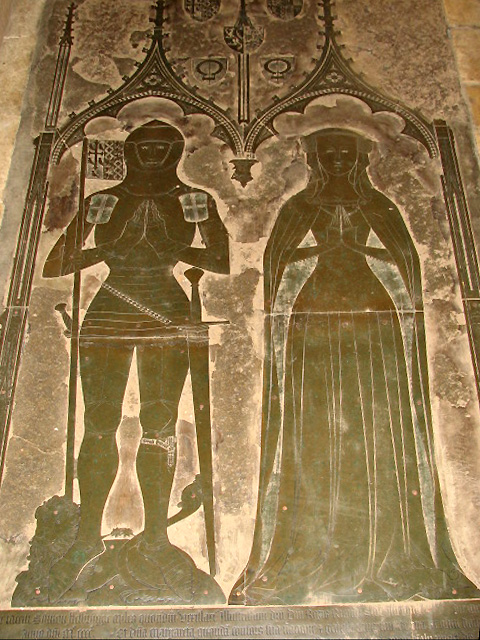

В костёле Маргариты в Фелбригге(графство Норфолк) сохранилась латунная доска с портретом Маргариты Цешинской и Саймона Фелбриггского. Из её имущества известен часослов, хранящийся в библиотеке Хантингтона в Калифорнии. Помимо молитв на английском в нём содержатся молитвы и на чешском.